# Johan Ferner
Johan Ferner (noruec: Johan Martin Ferner)  (Oslo, 22 de juliol de 1927 - Oslo, 24 de gener de 2015), nascut Johan Martin Jacobsen, va ser un regatista i empresari noruec que va guanyar una medalla olímpica. Era germà del també regatista Finn Ferner. Es casà amb la princesa Àstrid de Noruega, la germana del rei Harald V de Noruega. Era cunyat de la princesa Ragnhild.
Johan Martin Ferner era fill del sastre Ferner Jacobsen, propietari d'uns grans magatzems, i la seva esposa, Ragnhild Olsen. Amb els anys, ell i alguns dels seus germans van adoptar el nom de pila del seu pare com a cognom.
El 1952 va prendre part en els Jocs Olímpics d'Estiu de Hèlsinki, on guanyà la medalla de plata en la categoria de 6 metres del programa de vela. A bord de l'Elisabeth X compartí equip amb Finn Ferner, Erik Heiberg, Carl Mortensen i Tor Arneberg.
Després d'estudiar a Anglaterra i França va treballar a la firma de roba del seu pare a Oslo, i després de la seva mort, el 1964, junt amb el seu germà, es van fer càrrec de la firma amb èxit. El 12 de gener de 1961 es va casar amb la princesa Astrid. Astrid i Johan van tenir cinc fills, tres filles i dos fills. Va morir després d'una breu malaltia a l'Hospital Estatal d'Oslo, de 84 anys.